# Webster Glacier
Webster Glacier är en glaciär i Antarktis. Den ligger i Västantarktis. Chile gör anspråk på området. Webster Glacier ligger 1 334 meter över havet.
Terrängen runt Webster Glacier är platt åt nordost, men åt sydväst är den kuperad. Trakten är obefolkad. Det finns inga samhällen i närheten. 